# 19.º Prêmio Jabuti
O 19º Prêmio Jabuti foi realizado em 1977, premiando obras literárias referentes a lançamentos de 1976.

## Prêmios
Os premiados foram:
- Herberto Sales, Romance
- Domingos Pellegrini Júnior, Contos/crônicas/novelas
- Domingos Carvalho da Silva, Poesia
- Wilson Martins, Estudos literários (Ensaios)
- Afonso Arinos de Mello Franco, Biografia e/ou memórias
- Paulo Emílio Salles Gomes, Autor revelação - Literatura adulta
- Wander Piroli, Literatura infantil
- Marcelo de Moura Campos, Ciências exatas
- Raul Pompéia, Melhor produção editorial - Obra avulsa
- Jornal do Brasil, Melhor crítica e/ou notícia literária jornais

## Ver Também
- Prêmio Prometheus
- Os 100 livros Que mais Influenciaram a Humanidade
- Nobel de Literatura